# Kako Mitsuki
みつき かこ
Œuvres principales
- Kiss/Hug (2007-2008)
- Dear!! (2010-2011)
- Love Phantom (2014-)

Kako Mitsuki ou Kaco Mitsuki (みつき かこ, Mitsuki Kako) est une mangaka née un 12 février à Tokyo au Japon.

## Biographie
Kako Mitsuki a grandi dans la préfecture de Kanagawa. Elle a commencé sa carrière de mangaka en 2004 dans le Deluxe Betsucomi avec Hareta hi ha Kasa Sashite (晴れた日は傘さして), puis elle a enchainé différents oneshots.
En 2006, elle commence sa première série nommée Ai Hime - Ai to Himegoto.
Elle est spécialisée dans le shôjo et plus récemment dans le josei. Ses mangas sont prépubliés dans le Betsucomi et le Petit Comic.
Depuis 2014, Love Phantom est publiée. En mai 2021, la série a cumulé un tirage de plus de 4,2 millions d'exemplaires,. Le même mois est annoncé l'adaptation en drama de la série. Elle comptabilise 10 épisodes,. En 2022, la série est en pause, en raison de problèmes de santé de l'auteure.
Elle fait partie du jury pour le Prix Petit Comic (プチコミックまんが大賞, Puchi Komikku manga taishō),,.
En France, c'est avec Kiss/Hug qu'elle s'est fait connaître en 2010. Ses mangas sont publiés par les éditions Soleil.
Mitsuki Kako se représente en pingouin. Elle aime les chats, les chiens, les fleurs et les jeux vidéo, dont le jeu vidéo Final Fantasy,,,,,.

## Œuvres
Liste des mangas de Kako Mitsuki: 
- 2005 : 
  - Katakoi no Tsuki (片恋の月?), oneshot, Betsucomi, Shogakukan
  - Zenbu, Hajimete. (ぜんぶ、はじめて。?), recueil de nouvelles avec Zenbu, Hajimete. (ぜんぶ、はじめて。?), Sakura Yuki. (サクラユキ。?), Baby - Magic (ベイビー☆Magic, Beibī ☆ Magic?), Betsucomi, 01 tome, Shogakukan
- 2006 : 
  - Ai Hime - Ai to Himegoto (あい・ひめ ～愛と秘めごと～?), Betsucomi, 03 tomes, Shogakukan
  - Suki, Tokoro ni Yori Arashi (すき、ところによりアラシ。?), recueil de nouvelles avec Suki, Tokoro ni Yori Arashi (すき、ところによりアラシ?), Lover's Note (ラヴァーズ・ノート, Ravu~āzu nōto?), Love x Kiss x Mark (ラブ×キス×マーク, Rabu × kisu × māku?), Sora ni Midori, Soba ni Kimi. (そらにみどり、そばにキミ。?) et la première histoire de sa carrière Sors ton parapluie, il fait beau (晴れた日は傘さして, Hareta hi ha Kasa Sashite?) sorti dans le Deluxe Betsucomi 2004, 01 tome, Betsucomi, Shogakukan
- 2007 : 
  - Kami-sama Onegai! (神様おねがい!?), chapitre oneshot paru dans le supplément ''Melty Love Stories'' du Betsucomi 02/2007
  - Kiss/Hug (キス/はぐ, Kisu/Hagu?), Betsucomi, 03 tomes, Shogakukan
- 2008 : 
  - Sora Log (ソラログ～てのひらの星～, Sora Log ~ Tenohira no hoshi ~?), Betsucomi, 04 tomes, Shogakukan
  - Tsuki no Waltz (月のワルツ, Tsuki no warutsu?), recueil de nouvelles avec Itsuka no Tsuki de Aimashou (いつかの月であいましょう?), Tsuki no Waltz (月のワルツ, Tsukinowarutsu?), Hoshi Yuki yo (星雪夜?) et Zenbu, Hajimete., Betsucomi, 01 tome, Shogakukan
- 2009 : Melodramatic Library (メロドラマティックライブラリー～共犯～, Merodoramatikku raiburarī ~ Kyōhan ~?), l'histoire Melodramatic Library, Betsucomi, Shogakukan
- 2010 :
  - Dear! (ディアー, Diā?), Betsucomi, 02 tomes, Shogakukan
  - Mitsuai Celeb (蜜愛セレブ, Mitsuai serebu?), l'histoire B・F Romance, Betsucomi, Shogakukan
- 2011 : Be Loved (最×愛, Sai x Ai?), Betsucomi, 02 tomes, Shogakukan
- 2012 : 
  - Fly High! (フライハイ, Furai Hai?), chapitre oneshot paru dans le magazine Betsucomi 08/2012, non publié
  - Pure Love Seasons (冬～ずっといっしょ～, Fuyu ~ Zutto issho ~?), dans le tome 4, une courte suite de Be loved (最×愛の番外編, Sai × Ai no bangai-hen?)),
- 2013 : Wana Love - Wanna Be the Honey Trap (ワナ・ラブ, Wana rabu?), Petit Comic, 01 tome, Shogakukan
- 2014 :
  - Love Phantom (ラブファントム, Rabu fantomu?), Petit Comic, en cours, Shogakukan
  - S Love (Ｓラブ, S rabu?), Petit Comic, 02 tomes, Shogakukan
  - Shagai Renai (社外恋愛?), l'histoire Shagai Renai, Petit Comic, 01 tome, Shogakukan
- 2016 : Pray Love (プレイラブ, Purei rabu?), recueil de nouvelles avec Play Love (プレイラブ, Purei rabu?), Marriage Recipe (マリアージュレシピ, Mariājureshipi?), Melodramatic Library, Be Loved - Supplément et 3 courts chapitres de Datte Kazoku da Mon (だってかぞくだもん１～３?), Petit Comic, 01 tome, Shogakukan

## Adaptation

### Drama
- 2021 : Love Phantom